# Euptera amieti

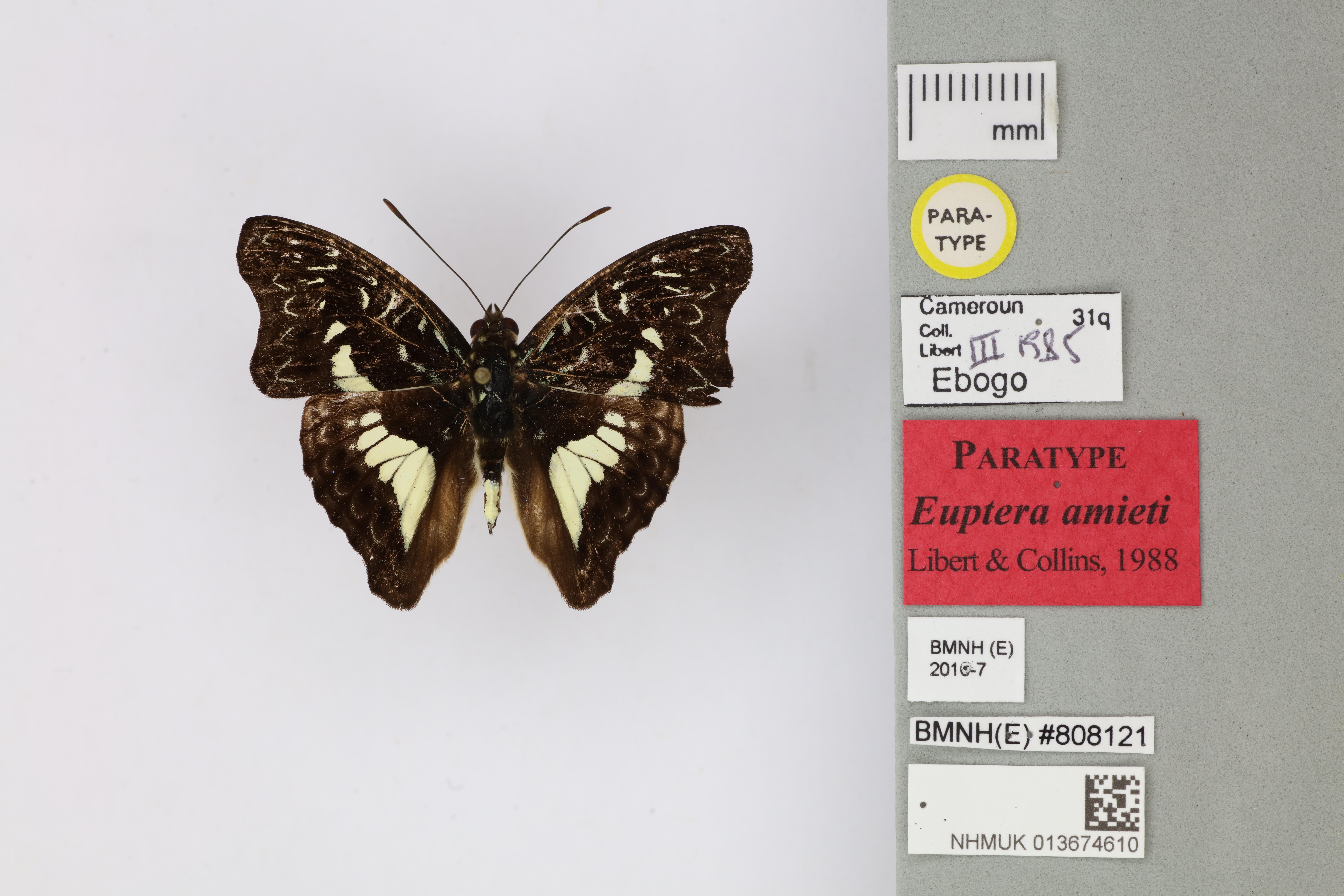

Euptera amieti, o euptera di Amiet, è una farfalla della famiglia Nymphalidae. Si trova nella Nigeria orientale, in Camerun, in Gabon e nella parte orientale della Repubblica Democratica del Congo.  L'habitat è costituito da foreste. Le larve si nutrono di specie Englerophytum.